# منطقة فونزيدل
مِنْطَقَة ڤونزيدل (بالأَلمانِيَّة: Landkreis Wunsiedel) هي دائِرَة أَلمانِيَّة تَّابعة لمُحافظة فرانكُونيا العُليا في وِلاَية باڤارِيا في جُمهُوريَّة أَلمَانيَا الاِتّحاديّة. بمِساحة تُقَدَّر بحَوالَي 606 كم².

## مَراجع
1. 1 2 3  GeoNames (بالإنجليزية), 2005, QID:Q830106
2. 1 2 3 4  Bayerisches Landesamt für Statistik, ed. (Dezember 1964), Amtliches Ortsverzeichnis für Bayern (بالألمانية), München, QID:Q15717656 {{استشهاد}}: تحقق من التاريخ في: |publication-date= (help)
3. ↑  مكتب ولاية بافاريا للإحصاء والبيانات، المحرر (1952)، Amtliches Ortsverzeichnis für Bayern (1952)، ميونخ، QID:Q15721756{{استشهاد}}:  صيانة الاستشهاد: مكان بدون ناشر (link)
4. ↑  Bayerisches Landesamt für Statistik, ed. (1928), Ortschaften-Verzeichnis für den Freistaat Bayern (بالألمانية), München, QID:Q23942332{{استشهاد}}:  صيانة الاستشهاد: مكان بدون ناشر (link)
5. ↑  Ortschaften-Verzeichnis des Königreichs Bayern mit alphabetischem Ortsregister (بالألمانية), München, 1904, QID:Q27098573{{استشهاد}}:  صيانة الاستشهاد: مكان بدون ناشر (link)
6. ↑  Ortschaften-Verzeichniss des Königreichs Bayern (بالألمانية), München, Januar 1888, QID:Q27102247 {{استشهاد}}: تحقق من التاريخ في: |publication-date= (help)
7. ↑  Vollständiges Ortschaften-Verzeichniss des Königreichs Bayern (بالألمانية), München, 1877, QID:Q27102283{{استشهاد}}:  صيانة الاستشهاد: مكان بدون ناشر (link)
8. ↑  Bayerisches Landesamt für Statistik, ed. (1991), Amtliches Ortsverzeichnis für Bayern (بالألمانية), München: Bayerisches Landesamt für Statistik, p. 32, QID:Q15707237
9. ↑  GeoNames (بالإنجليزية), 2005, QID:Q830106

## وصلات خارجية
- الصّفحة الرّسميّة لڤونزيدل (بالألمانية)